# Loja (cráter)
Loja es un cráter de impacto del planeta Marte situado al suroeste del cráter Umatac, al este de Chincoteague y al sureste de Kumara, a 41.2° norte y 136.1º este. El impacto causó un boquete de 10 kilómetros de diámetro. El nombre fue aprobado en 1979 por la Unión Astronómica Internacional, en honor a la ciudad ecuatoriana de Loja.